# Gordana Kovačević
Gordana Kovačević z domu Bogojević (cyr. Гордана Богојевић, panieńskie Ковачевић; ur. 22 maja 1974 w Zagrzebiu, zm. 5 grudnia 2009 w Belgradzie) – serbska koszykarka występująca na pozycji rozgrywającej.
Już jako 15-latka rozpoczęła występy w najwyższej jugosłowiańskiej klasie rozgrywkowej.
Zmarła nieoczekiwanie na atak serca 5 grudnia 2009 roku.
Od 2010 roku, jest organizowany turniej koszykarski jej imienia – Memorial Tournament Gordana Bogojevic. W czerwcu 2012 roku zmieniono nazwę hali sportowej Kragujevačka Park na halę "Gordana GOCA Bogojević".

## Osiągnięcia
Na podstawie, o ile nie zaznaczono inaczej.

### Drużynowe
- Mistrzyni:
  - Socjalistycznej Federacyjnej Republiki Jugosławii (1992)
  - Federalnej Republiki Jugosławii (1993, 1996–1999)
  - Czech (2000)
  - Słowacji (2002)
- Wicemistrzyni:
  - Jugosławii (1991, 1994, 1995)
  - Włoch (2001)
  - Węgier (2005)
  - Polski (2006)
- Brąz:
  - Euroligi (2000)
  - mistrzostw Węgier (2003, 2004)
- 4. miejsce w Eurolidze (2002)
- Zdobywczyni pucharu:
  - Jugosławii (1992, 1994, 1995, 1997–1999)
  - Czech (2000)
- Finalistka pucharu:
  - Jugosławii (1990, 1991, 1993)
  - Włoch (2001)
  - Węgier (2004)
  - Polski (2006)
- Uczestniczka rozgrywek:
  - Pucharu Ronchetti (1995–1997)
  - Euroligi (1997–2007)

### Indywidualne
- MVP kolejki Euroligi (23.01.2004)[5]
- Uczestniczka meczu gwiazd PLKK (2005)[6]
- Liderka Pucharu Jugosławii (1998)

### Reprezentacja
Drużynowe
- Uczestniczka mistrzostw:
  - Europy (1995 – 10. miejsce, 1997 – 8. miejsce, 1999 – 7. miejsce, 2001 – 5. miejsce, 2003 – 8. miejsce)
  - świata (2002 – 12. miejsce)
- Wicemistrzyni Europy U–16 (1991)[7]
- Brązowa medalistka mistrzostw Bałkanów U–18[1]

Indywidualne
- Liderka mistrzostw świata w skuteczności rzutów za 3 punkty (2002 – 72,2%)[8]